# Amina terciária

Amina terciária

Em química orgânica, amina terciária são compostos orgânicos nitrogenados derivados da amônia. São consideradas básicas, pois possuem um par de elétrons livre que pode se ligar a um cátion através de uma ligação covalente dativa.
Por não haver ligações N-H nas aminas terciárias, não são formadas ligações de hidrogênio; em consequência as aminas terciárias tem um ponto de ebulição muito menor do que seus isômeros que são aminas primárias. Por exemplo, a trimetilamina tem ponto de ebulição de 3,5°C, e seu isômero propilamina 48,6 °C

## Exemplos de compostos
CH3-N(CH3)-CH3 - Trimetilamina
Ph-N(Ph)-Ph (em que Ph- é o radical fenilo) - Trifenilamina